# Danh sách chi trong họ Salticidae

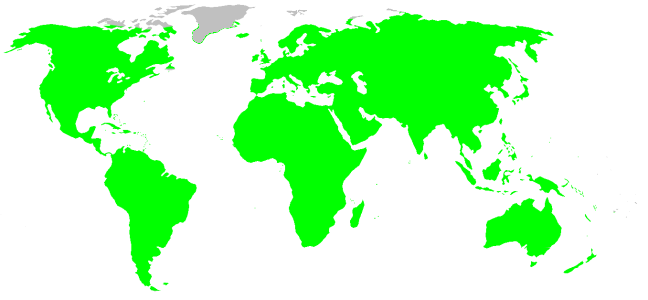
Bản đồ phân bố.

Danh sách này liệt kê các chi trong họ Salticidae đến tháng 12 năm 2008.

## Aelurillinae
Phân họ Aelurillinae
- Aelurillini
  - Aelurillus Simon, 1884 - Eurazië, Afrika (68 loài)
  - Asianellus Logunov & Heciak, 1996 - Palearctis (5 loài)
  - Langelurillus Próchniewicz, 1994 - Afrika (11 loài)
  - Langona Simon, 1901 - Azië, Afrika (35 loài)
  - Microheros Wesolowska & Cumming, 1999 - Zuid-Afrika (1 loài)
  - Phlegra Simon, 1876 - Afrika, Eurazië, Noord-Amerika (76 loài)
  - Proszynskiana Logunov, 1996 - Centraal-Azië (5 loài)
  - Rafalus Prószynski, 1999 - Afrika, Azië (8 loài)
  - Stenaelurillus Simon, 1885 - Zuid-Afrika tot China (23 loài)
- Flacillulini
  - Afraflacilla Berland & Millot, 1941 - Afrika, Midden-Oosten tot Europa, Australië (17 loài)
  - Flacillula Strand, 1932 - Zuidoost-Azië (6 loài)
- Freyini
  - Aphirape C. L. Koch, 1850 - Zuid-Amerika (8 loài)
  - Capidava Simon, 1902 - Zuid-Amerika (8 loài)
  - Chira Peckham & Peckham, 1896 - Centraal- en Zuid-Amerika (16 loài)
  - Edilemma Ruiz & Brescovit, 2006 - Brazilië (1 loài)
  - Eustiromastix Simon, 1902 - Zuid-Amerika (11 loài)
  - Freya C. L. Koch, 1850 - Centraal- tot Zuid-Amerika, Pakistan (31 loài)
  - Frigga C. L. Koch, 1850 - Centraal- tot Zuid-Amerika, Australië (10 loài)
  - Kalcerrytus Galiano, 2000 - Zuid-Amerika (15 loài)
  - Nycerella Galiano, 1982 - Centraal- tot Zuid-Amerika (8 loài)
  - Pachomius Peckham & Peckham, 1896 - Centraal- tot Zuid-Amerika (6 loài)
  - Phiale C. L. Koch, 1846 - Centraal- tot Zuid-Amerika (36 loài)
  - Sumampattus Galiano, 1983 - Zuid-Amerika (3 loài)
  - Trydarssus Galiano, 1995 - Zuid-Amerika (2 loài)
  - Tullgrenella Mello-Leitão, 1941 - Zuid-Amerika (13 loài)
  - Wedoquella Galiano, 1984 - Zuid-Amerika (3 loài)
- Silerini
  - Siler Simon, 1889 - Oost-Azië (8 loài)

## Agoriinae
Phân họ Agoriinae
- Agoriini
  - Agorius Thorell, 1877 - Zuid-Azië, Nieuw-Guinea (7 loài)
- Dioleniini
  - Chalcolecta Simon, 1884 - Australië tot Sulawesi (3 loài)
  - Diolenius Thorell, 1870 - Molukken tot Nieuw-Guinea (11 loài)
  - Furculattus Balogh, 1980 - Nieuw-Guinea, Nieuw-Brittannië (1 loài)
  - Lystrocteisa Simon, 1884 - Nieuw-Caledonië (1 loài)
  - Ohilimia Strand, 1911 - Nieuw-Guinea, Molukken, Australië (2 loài)
  - Tarodes Pocock, 1899 - Nieuw-Brittannië (1 loài)
- Piliini
  - Bristowia Reimoser, 1934 - Congo, Azië (2 loài)
  - Pilia Simon, 1902 - Zuid-Azië, Nieuw-Guinea (3 loài)
- incertae sedis
  - Efate Berland, 1938 - Micronesia, Fiji, Vanuatu, Samoa (3 loài)
  - Leptathamas Balogh, 1980 - Nieuw-Guinea (1 loài)
  - Rarahu Berland, 1929 - Samoa (1 loài)

## Amycinae
Phân họ Amycinae
- Amycini
  - Acragas Simon, 1900 - Centraal- en Zuid-Amerika (20 loài)
  - Albionella Chickering, 1946 - Frans Guyana, Panama (3 loài)
  - Amycus C. L. Koch, 1846 - Mexico, Zuid-Amerika (13 loài)
  - Arnoliseus Braul, 2002 - Brazilië (2 loài)
  - Encolpius Simon, 1900 - Zuid-Amerika (3 loài)
  - Frespera Braul & Lise, 2002 - Venezuela (2 loài)
  - Hypaeus Simon, 1900 - Centraal- en Zuid-Amerika (19 loài)
  - Idastrandia Strand, 1929 - Singapore (1 loài)
  - Letoia Simon, 1900 - Venezuela (1 loài)
  - Mago O. P.-Cambridge, 1882 - Zuid-Amerika, Sri Lanka (12 loài)
  - Noegus Simon, 1900 - Centraal- tot Zuid-Amerika (22 loài)
  - Vinnius Simon, 1902 - Brazilië, Argentinië (4 loài)
  - Wallaba Mello-Leitão, 1940 - Caraïben, Guyana (3 loài)
- Astiini
  - Adoxotoma Simon, 1909 - Australië, Nieuw-Zeeland (6 loài)
  - Anaurus Simon, 1900 - Brazilië (1 loài)
  - Arasia Simon, 1901 - Australië, Nieuw-Guinea (3 loài)
  - Aruana Strand, 1911 - Nieuw-Guinea, Aru-eilanden (2 loài)
  - Astia L. Koch, 1879 - Australië (3 loài)
  - Helpis Simon, 1901 - Australië, Nieuw-Guinea (8 loài)
  - Jacksonoides Wanless, 1988 - Australië (7 loài)
  - Megaloastia Żabka, 1995 - Australië (1 loài)
  - Orthrus Simon, 1900 - Filipijnen, Borneo (4 loài)
  - Sondra Wanless, 1988 - Australië (15 loài)
  - Tara Peckham & Peckham, 1886 - Australië, Lord Howe-eiland (3 loài)
  - Tauala Wanless, 1988 - Australië, Đài Loan (8 loài)
- Huriini
  - Admesturius Galiano, 1988 - Chile, Argentinië (2 loài)
  - Atelurius Simon, 1901 - Venezuela, Brazilië (1 loài)
  - Hisukattus Galiano, 1987 - Brazilië, Argentinië, Paraguay (4 loài)
  - Hurius Simon, 1901 - Zuid-Amerika (4 loài)
  - Maenola Simon, 1900 - Zuid-Amerika (3 loài)
  - Scoturius Simon, 1901 - Paraguay, Argentinië (1 loài)
  - Simonurius Galiano, 1988 - Argentinië, Venezuela (4 loài)
- Hyetusini
  - Agelista Simon, 1900 - Zuid-Amerika (1 loài)
  - Arachnomura Mello-Leitão, 1917 - Argentinië, Brazilië (2 loài)
  - Atomosphyrus Simon, 1902 - Argentinië, Chile (2 loài)
  - Bredana Gertsch, 1936 - Hoa Kỳ (2 loài)
  - Hyetussa Simon, 1902 - Zuid-Amerika (6 loài)
  - Tanybelus Simon, 1902 - Venezuela (1 loài)
  - Titanattus Peckham & Peckham, 1885 - Centraal- tot Zuid-Amerika (7 loài)
- Scopocirini
  - Cylistella Simon, 1901 - Centraal- tot Zuid-Amerika (7 loài)
  - Cyllodania Simon, 1902 - Centraal- tot Zuid-Amerika (2 loài)
  - Gypogyna Simon, 1900 - Paraguay, Argentinië (1 loài)
  - Scopocira Simon, 1900 - Panama tot Zuid-Amerika (9 loài)
  - Toloella Chickering, 1946 - Panama (1 loài)
- Thiodinini
  - Banksetosa Chickering, 1946 - Panama (2 loài)
  - Carabella Chickering, 1946 - Panama (2 loài)
  - Ceriomura Simon, 1901 - Brazilië, Peru (2 loài)
  - Cotinusa Simon, 1900 - Mexico tot Zuid-Amerika (29 loài)
  - Monaga Chickering, 1946 - Panama (1 loài)
  - Parathiodina Bryant, 1943 - Hispaniola (1 loài)
  - Thiodina Simon, 1900 - Hoa Kỳ tot Zuid-Amerika (20 loài)

## Ballinae
Phân họ Ballinae
- Ballini
  - Ballognatha Caporiacco, 1935 - Karakorum (1 loài; nomen dubium?)
  - Ballus C. L. Koch, 1850 - Europa, Noord-Afrika, Japan, Burma, Sri Lanka (10 loài)
  - Baviola Simon, 1898 - Seychellen (3 loài)
  - Colaxes Simon, 1900 - Sri Lanka, Ấn Độ (3 loài)
  - Cynapes Simon, 1900 - Seychellen, Mauritius, Rodrigues (4 loài)
  - Goleta Peckham & Peckham, 1894 - Madagaskar (2 loài)
  - Marengo Peckham & Peckham, 1892 - Sri Lanka, Thailand (6 loài)
  - Pachyballus Simon, 1900 - Afrika, Bioko, Yemen, Nieuw-Caledonië (7 loài)
  - Padilla Peckham & Peckham, 1894 - Madagaskar, Java (18 loài)
  - Peplometus Simon, 1900 - West, Zuid-Afrika (2 loài)
  - Philates Simon, 1900 - Indonesië, Filipijnen, Nieuw-Guinea (10 loài)
  - Planiemen Wesolowska & van Harten, 2007 - Yemen (1 loài)
  - Sadies Wanless, 1984 - Seychellen (5 loài)
- Copocrossini
  - Avarua Marples, 1955 - Cookeilanden (1 loài)
  - Copocrossa Simon, 1901 - Afrika, Sumatra, Maleisië, Australië (5 loài)
  - Corambis Simon, 1901 - Nieuw-Caledonië, Loyaliteitseilanden (2 loài)
  - Ligdus Thorell, 1895 - Burma (1 loài)
  - Mantisatta Warburton, 1900 - Borneo, Filipijnen (2 loài)

## Cocalodinae
- Cocalodinae
  - Allococalodes Wanless, 1982 - Nieuw-Guinea (2 loài)
  - Cocalodes Pocock, 1897 - Indonesië, Nieuw-Guinea (12 loài)
  - Cucudeta Maddison, 2009 - Nieuw-Guinea (3 loài)
  - Tabuina Maddison, 2009 - Nieuw-Guinea (3 loài)
  - Yamangalea Maddison, 2009 - Nieuw-Guinea (1 loài)

## Dendryphantinae
Phân họ Dendryphantinae
- Alcmena C. L. Koch, 1846 - Zuid-Amerika tot Mexico
- Anicius Chamberlin, 1925 - México
- Ashtabula Peckham & Peckham, 1894 - Brasil đến Panama
- Avitus Peckham & Peckham, 1896 - Argentina tot Panama, Jamaica
- Bagheera Peckham & Peckham, 1896 - Guatemala tot Mexico
- Beata Peckham & Peckham, 1895 - Zuid-Amerika, Madagaskar
- Bellota Peckham & Peckham, 1892 - Amerika's, Pakistan
- Bryantella Chickering, 1946 - Panama tot Argentinië
- Cerionesta Simon, 1901 - Guyana, St. Vincent
- Chirothecia Taczanowski, 1878 - Zuid-Amerika
- Dendryphantes C. L. Koch, 1837 - Eurazië, châu Phi, Amerika's
- Donaldius Chickering, 1946 - Panama
- Empanda Simon, 1903 - Guatemala
- Eris C. L. Koch, 1846 - Alaska đến Ecuador
- Gastromicans Mello-Leitão, 1917 - Zuid, Centraal-Amerika
- Ghelna Maddison, 1996 - Noord-Amerika
- Hentzia Marx, 1883 - Amerika's
- Homalattus White, 1841 - Zuid-Afrika, Sierra Leone
- Lurio Simon, 1901 - Zuid-Amerika
- Mabellina Chickering, 1946 - Panama
- Macaroeris Wunderlich, 1992 - Eurazië
- Mburuvicha Scioscia, 1993 - Argentinië
- Messua Peckham & Peckham, 1896 - Centraal-Amerika
- Metaphidippus F. O. P-Cambridge, 1901 - Amerika's
- Nagaina Peckham & Peckham, 1896 - Zuid-Amerika tot Mexico
- Napoca Simon, 1901 - Israel
- Osericta Simon, 1901 - Peru, Brazilië
- Paradamoetas Peckham & Peckham, 1885 - Canada tot Panama
- Paramarpissa F. O. P.-Cambridge, 1901 - Hoa Kỳ, Mexico
- Paraphidippus F. O. P.-Cambridge, 1901 - Hoa Kỳ tot Panama
- Parnaenus Peckham & Peckham, 1896 - Centraal-, Zuid-Amerika
- Pelegrina Franganillo, 1930 - Canada tot Panama
- Phanias F. O. P.-Cambridge, 1901 - Hoa Kỳ tot El Salvador, Galapagos
- Phidippus C. L. Koch, 1846 - Noord-Amerika
- Poultonella Peckham & Peckham, 1909 - Hoa Kỳ
- Pseudomaevia Rainbow, 1920 - Polynesia
- Rhene Thorell, 1869 - Azië, Afrika, Zuid-Amerika
- Rhetenor Simon, 1902 - Hoa Kỳ, Mexico, Brazilië
- Romitia Caporiacco, 1947 - Guyana
- Rudra Peckham & Peckham, 1885 - Zuid-Amerika tot Guatemala
- Sassacus Peckham & Peckham, 1895 - Amerika's
- Sebastira Simon, 1901 - Venezuela, Panama
- Selimus Peckham & Peckham, 1901 - Brazilië
- Semora Peckham & Peckham, 1892 - Zuid-Amerika
- Semorina Simon, 1901 - Zuid-Amerika
- Tacuna Peckham & Peckham, 1901 - Brazilië, Argentinië
- Terralonus Maddison, 1996 - Hoa Kỳ
- Thammaca Simon, 1902 - Peru, Brazilië
- Tulpius Peckham & Peckham, 1896 - Brazilië, Guatemala
- Tutelina Simon, 1901 - Canada tot Ecuador
- Tuvaphantes Logunov, 1993 - Nga
- Xuriella Wesolowska & Russell-Smith, 2000 - Tanzania, Yemen
- Zeuxippus Thorell, 1891 - Azië
- Zygoballus Peckham & Peckham, 1885 - Amerika's, Ấn Độ

## Euophryinae
Phân họ Euophryinae
- incertae sedis
  - Aruattus Logunov & Azarkina, 2008 - Indonesië (1 loài)
  - Saaristattus Logunov & Azarkina, 2008 - Maleisië (1 loài)
- Amphidrausini
  - Amphidraus Simon, 1900 - Brazilië, Argentinië, Bolivië (4 loài)
  - Nebridia Simon, 1902 - Venezuela, Argentinië, Hispaniola (4 loài)
- Athamini
  - Athamas O. P.-Cambridge, 1877 - Oceanië (6 loài)
- Bellienini
  - Agobardus Keyserling, 1885 - Caraïben (11 loài)
  - Antillattus Bryant, 1943 - Hispaniola (2 loài)
  - Belliena Simon, 1902 - Venezuela, Trinidad (4 loài)
  - Dinattus Bryant, 1943 - Hispaniola (3 loài)
  - Mirandia Badcock, 1932 - Paraguay (1 loài)
- Chalcoscirtini
  - Chalcoscirtus Bertkau, 1880 - Eurazië, Hoa Kỳ (42 loài)
  - Darwinneon Cutler, 1971 - Galapagos Eilanden (1 loài)
  - Dolichoneon Caporiacco, 1935 - Karakorum (1 loài)
  - Neon Simon, 1876 - Amerika's, Eurazië, Noord-Afrika (25 loài)
  - Neonella Gertsch, 1936 - Amerika's (11 loài)
- Coccorchestini
  - Coccorchestes Thorell, 1881 - Nieuw-Guinea, Australië, Nieuw-Brittannië (40 loài)
  - Omoedus Thorell, 1881 - Nieuw-Guinea, Molukken, Fiji (4 loài)
  - Poecilorchestes Simon, 1901 - Nieuw-Guinea (1 loài)
- Cytaeini
  - Ascyltus Karsch, 1878 - Oceanië, Queensland (9 loài)
  - Bathippus Thorell, 1892 - Australazië (31 loài)
  - Canama Simon, 1903 - Borneo tot Queensland (6 loài)
  - Cytaea Keyserling, 1882 - Burma tot Australië (36 loài)
  - Euryattus Thorell, 1881 - Sri Lanka tot Australië (8 loài)
  - Xenocytaea Berry, Beatty & Prószyński, 1998 - Fiji, Carolinen (5 loài)
- Emathini
  - Bindax Thorell, 1892 - Sulawesi, Solomonseilanden (2 loài)
  - Emathis Simon, 1899 - Sumatra tot Filipijnen, Caraïben (10 loài)
  - Gedea Simon, 1902 - China, Vietnam, Java (5 loài)
  - Lepidemathis Simon, 1903 - Filipijnen (2 loài)
  - Lophostica Simon, 1902 - Mauritus, Réunion (3 loài)
  - Pristobaeus Simon, 1902 - Sulawesi (1 loài)
  - Pseudemathis Simon, 1902 - Mauritius, Réunion (1 loài)
- Euophryini
  - Akela Peckham & Peckham, 1896 - Guatemala tot Argentinië, Pakistan (3 loài)
  - Anasaitis Bryant, 1950 - Caraïben, Hoa Kỳ (5 loài)
  - Asaphobelis Simon, 1902 - Brazilië (1 loài)
  - Chalcotropis Simon, 1902 - Ấn Độ tot Filipijnen, Tonga (9 loài)
  - Chapoda Peckham & Peckham, 1896 - Guatemala tot Brazilië (4 loài)
  - Charippus Thorell, 1895 - Burma (1 loài)
  - Chinattus Logunov, 1999 - Iran tot Vietnam, Noord-Amerika (12 loài)
  - Chloridusa Simon, 1902 - Peru, Brazilië (1 loài)
  - Cobanus F. O. P.-Cambridge, 1900 - Mexico tot Venezuela, Hispaniola, Borneo (16 loài)
  - Colyttus Thorell, 1891 - China tot Molukken (2 loài)
  - Commoris Simon, 1902 - Caraïben (3 loài)
  - Coryphasia Simon, 1902 - Brazilië (10 loài)
  - Donoessus Simon, 1902 - Sumatra, Borneo (2 loài)
  - Ergane L. Koch, 1881 - Borneo tot Carolinen, Australië (4 loài)
  - Euophrys C. L. Koch, 1834 - wereldwijd (116 loài)
  - Habrocestoides Prószyński, 1992 - Ấn Độ, Nepal (6 loài)
  - Habrocestum Simon, 1876 - Eurazië, Afrika, Australië, Solomonseilanden (44 loài)
  - Hypoblemum Peckham & Peckham, 1886 - Australië (2 loài)
  - Klamathia Peckham & Peckham, 1903 - Zuid-Afrika (1 loài)
  - Lagnus L. Koch, 1879 - Fiji (1 loài)
  - Lakarobius Berry, Beatty & Prószyński, 1998 - Fiji (1 loài)
  - Mexigonus Edwards, 2002 - Hoa Kỳ, Mexico (4 loài)
  - Mopiopia Simon, 1902 - Brazilië (3 loài)
  - Muziris Simon, 1901 - Australië, Oceanië (7 loài)
  - Naphrys Edwards, 2002 - Canada tot Mexico (4 loài)
  - Ocnotelus Simon, 1902 - Brazilië, Argentinië (3 loài)
  - Palpelius Simon, 1903 - Borneo tot Australië, Nieuw-Zeeland (11 loài)
  - † Parevophrys Petrunkevitch, 1942 - fossiel, oligoceen
  - Phaulostylus Simon, 1902 - Madagaskar(4 loài)
  - Pignus Wesolowska, 2000 - Tanzania, Zuid-Afrika (2 loài)
  - Pseudeuophrys Dahl, 1912 - miền Cổ bắc, introduced tot Hoa Kỳ (8 loài)
  - Rhyphelia Simon, 1902 - Venezuela, Brazilië (1 loài)
  - Saitidops Simon, 1901 - Jamaica, Venezuela (2 loài)
  - Semnolius Simon, 1902 - Argentinië, Brazilië (3 loài)
  - Sidusa Peckham & Peckham, 1895 - Centraal- tot Zuid-Amerika (17 loài)
  - Sigytes Simon, 1902 - Sri Lanka, Australië tot Fiji (3 loài)
  - Siloca Simon, 1902 - Caraïben, Zuid-Amerika (9 loài)
  - Talavera Peckham & Peckham, 1909 - Europa tot Japan, Noord-Amerika (15 loài)
  - Tanzania Kocak & Kemal, 2008 - Tanzania (3 loài) (Vervangnaam voor Lilliput, 2000)
  - Tariona Simon, 1902 - Brazilië, Cuba (5 loài)
  - Thyenula Simon, 1902 - Afrika (8 loài)
  - Tylogonus Simon, 1902 - Centraal- tot Zuid-Amerika (9 loài)
  - Udvardya Prószyński, 1992 - Nieuw-Guinea (1 loài)
- Hermotimini
  - Bokokius Roewer, 1942 - Bioko (1 loài)
  - Gorgasella Chickering, 1946 - Panama (1 loài)
  - Hermotimus Simon, 1903 - West-Afrika (1 loài)
  - Tatari Berland, 1938 - Vanuatu (1 loài)
- Laufeiini
  - Laufeia Simon, 1889 - China tot Japan tot Java, Nieuw-Zeeland (10 loài)
  - Pselcis Simon, 1903 - Filipijnen (1 loài)
- Pensacolini
  - Compsodecta Simon, 1903 - Centraal-Amerika, Caraïben (6 loài)
  - Paradecta Bryant, 1950 - Jamaica (4 loài)
  - Pellolessertia Strand, 1929 - Centraal-Afrika (1 loài)
  - Pensacola Peckham & Peckham, 1885 - Centraal- en Zuid-Amerika (15 loài)
  - Pensacolops Bauab, 1983 - Brazilië (1 loài)
- Saitini
  - Caribattus Bryant, 1950 - Jamaica (1 loài)
  - Ilargus Simon, 1901 - Brazilië, Guyana, Venezuela (4 loài)
  - Jotus L. Koch, 1881 - Australië, Nieuw-Zeeland (8 loài)
  - Lauharulla Keyserling, 1883 - Tahiti, Australië (2 loài)
  - Lycidas Karsch, 1878 - Australië, China (20 loài)
  - Maeota Simon, 1901 - Brazilië (1 loài)
  - Maeotella Bryant, 1950 - Jamaica, Hispaniola (1 loài)
  - Maratus Karsch, 1878 - Australië (7 loài)
  - Parajotus Peckham & Peckham, 1903 - Afrika (3 loài)
  - Parasaitis Bryant, 1950 - Jamaica (1 loài)
  - Prostheclina Keyserling, 1882 - Oost-Australië (7 loài)
  - Saitis Simon, 1876 - wereldwijd (33 loài)
  - Saitissus Roewer, 1938 - Nieuw-Guinea (1 loài)
  - Salpesia Simon, 1901 - Australië, Seychellen (5 loài)
- Servaeini
  - Servaea Simon, 1888 - Australië, Java (6 loài)
- Spilargini
  - Spilargis Simon, 1902 - Nieuw-Guinea (1 loài)
  - Thorelliola Strand, 1942 - Maleisië tot Nieuw-Guinea, Hawaï (10 loài)
- Thianiini
  - Micalula Strand, 1932 - Panama (1 loài)
  - Nicylla Thorell, 1890 - Sumatra (1 loài)
  - Thianella Strand, 1907 - Java (1 loài)
  - Thiania C. L. Koch, 1846 - Pakistan tot Filipijnen, Hawaï (18 loài)
  - Thianitara Simon, 1903 - Sumatra (1 loài)
- Tritini
  - Opisthoncana Strand, 1913 - Nieuw-Ierland (1 loài)
  - Trite Simon, 1885 - Australië, Nieuw-Zeeland, Oceanië (18 loài)
- Zenodorini
  - Corythalia C. L. Koch, 1850 - Hoa Kỳ tot Argentinië (73 loài)
  - Margaromma Keyserling, 1882 - Australië, Oceanië, Cameroon (12 loài)
  - Pseudocorythalia Caporiacco, 1938 - Guatemala (1 loài)
  - Pystira Simon, 1901 - Nieuw-Guinea, Indonesië, Pakistan (5 loài)
  - Stoidis Simon, 1901 - Mona-eilanden tot Venezuela (3 loài)
  - Zenodorus Peckham & Peckham, 1886 - Australië, Nieuw-Guinea, Oceanië (23 loài)

## Hasariinae
Phân họ Hasariinae
- Hasariini
  - Curubis Simon, 1902 - Sri Lanka, Ấn Độ (4 loài)
  - Echeclus Thorell, 1890 - Maleisië (1 loài)
  - Encymachus Simon, 1902 - Afrika (2 loài)
  - Epidelaxia Simon, 1902 - Sri Lanka (3 loài)
  - Hasarius Simon, 1871 - (28 loài)
  - Longarenus Simon, 1903 - Guinea Xích Đạo (1 loài)
  - Mantius Thorell, 1891 - Maleisië, Indonesië (5 loài)
  - Marma Simon, 1902 - Zuid-Amerika (3 loài)
  - Nannenus Simon, 1902 - Singapore (2 loài)
  - Ogdenia Peckham & Peckham, 1908 - Borneo (1 loài)
  - Panysinus Simon, 1901 - Zuidoost-Azië (5 loài)
  - Phausina Simon, 1902 - Sri Lanka, Java (4 loài)
  - Rhondes Simon, 1889 - Nieuw-Caledonië (1 loài)
  - Roeweriella Kratochvíl, 1932 - Kroatië, Bosnië en Herzegovina (1 loài)
  - Tarne Simon, 1885 - West-Afrika (1 loài)
  - Tusitala Peckham & Peckham, 1902 - Afrika, Yemen (9 loài)
  - Uxuma Simon, 1902 - Gabon (1 loài)
  - Viroqua Peckham & Peckham, 1901 - Australië (1 loài)
- Microhasariini
  - Maileus Peckham & Peckham, 1907 - Borneo (1 loài)
  - Microhasarius Simon, 1902 - Borneo, Java (2 loài)

## Heliophaninae
Phân họ Heliophaninae
- Bacelarella Berland & Millot, 1941 - Afrika (7 loài)
- Carrhotus Thorell, 1891 - Afrika, miền Cổ bắc, Madagaskar, Zuid-Azië (23 loài)
- Ceglusa Thorell, 1895 - Burma (1 loài)
- Chrysilla Thorell, 1887 - Afrika, Azië, Australië (6 loài)
- Cosmophasis Simon, 1901 - Afrika, Zuidoost-Azië tot Australië (45 loài)
- Echinussa Simon, 1901 - Madagaskar (3 loài)
- Epocilla Thorell, 1887 - Zuid-Azië, Seychellen, Hawaï, Mauritius (10 loài)
- Festucula Simon, 1901 - Afrika (3 loài)
- Hakka Berry & Prószyński, 2001 - China tot Japan, Hawaï (1 loài)
- Helicius Żabka, 1981 - Rusland, Korea, Bhutan, Japan (5 loài)
- Heliophanillus Prószyński, 1989 - Middellandse Zee tot Centraal-Azië, Yemen, Socotra (2 loài)
- Heliophanoides Prószyński, 1992 - Ấn Độ, Bhutan (3 loài)
- Heliophanus C. L. Koch, 1833 - Afrika, Eurazië, Australië (149 loài)
- Helvetia Peckham & Peckham, 1894 - Zuid-Amerika, Galapagos Eilanden (11 loài)
- Icius Simon, 1876 - Afrika, Eurazië, Centraal- tot Zuid-Amerika, Micronesia (29 loài)
- Jaluiticola Roewer, 1944 - Marshalleillanden (1 loài)
- Maltecora Simon, 1910 - Principe, Sao Tomé (3 loài)
- Matagaia Ruiz, Brescovit & Freitas, 2007 - Brazilië (1 loài)
- Marchena Peckham & Peckham, 1909 - Hoa Kỳ (1 loài)
- Menemerus Simon, 1868 - Pantropisch, Europa (64 loài)
- Natta Karsch, 1879 - Afrika, Madagaskar, Sao Tomé (2 loài)
- Orsima Simon, 1901 - Afrika, Zuid-Azië (2 loài)
- Paraheliophanus Clark & Benoit, 1977 - St. Helena (4 loài)
- Phintella Strand, 1906 - Eurazië, Afrika (39 loài)
- Pseudicius Simon, 1885 - Afrika, Eurazië (79 loài)
- Tasa Wesolowska, 1981 - China, Korea, Japan (2 loài)
- Theriella Braul & Lise, 1996 - Brazilië, Argentinië (3 loài)
- Yepoella Galiano, 1970 - Argentinië (1 loài)

## Hisponinae
Phân họ Hisponinae
- Bavia Simon, 1877 - Vietnam tot Australië, Madagaskar (15 loài)
- Diplocanthopoda Abraham, 1925 - Maleisië, Nieuw-Guinea (2 loài)
- Hispo Simon, 1885 - Madagaskar, Afrika, Ấn Độ, Seychellen (11 loài)
- Massagris Simon, 1900 - Zuid-Afrika (5 loài)
- Orvilleus Chickering, 1946 - Panama (1 loài)
- Piranthus Thorell, 1895 - Ấn Độ, Burma (2 loài)
- Rogmocrypta Simon, 1900 - Singapore, Filipijnen, Nieuw-Caledonië (3 loài)
- Stagetillus Simon, 1885 - Sumatra, Maleisië, Sri Lanka (4 loài)
- Stenodeza Simon, 1900 - Brazilië, Argentinië (3 loài)
- Tomocyrba Simon, 1900 - Madagaskar, Afrika (8 loài)

## Leptorchestinae
Phân họ Leptorchestinae
- Ugandinella Wesolowska, 2006 - Oeganda (1 loài)

## Lyssomaninae
Phân họ Lyssomaninae
- Asemonea O. P.-Cambridge, 1869 - Afrika, Madagaskar, Azië, Australië (21 loài)
- Chinoscopus Simon, 1901 - Zuid-Amerika (4 loài)
- Goleba Wanless, 1980 - Afrika, Madagaskar, Seychellen (5 loài)
- Lyssomanes Hentz, 1845 - Florida tot Zuid-Amerika (80 loài)
- Macopaeus Simon, 1900 - Madagaskar (1 loài)
- Onomastus Simon, 1900 - Sri Lanka, Ấn Độ, Vietnam, Borneo, Japan (7 loài)
- Pachyonomastus Caporiacco, 1947 - Oost-Afrika (1 loài)
- Pandisus Simon, 1900 - Madagaskar, Ấn Độ (6 loài)

## Marpissinae
Phân họ Marpissinae
- Holoplatysini
  - Holoplatys Simon, 1885 - Australië, Tasmania, Nieuw-Caledonië, Nieuw-Zeeland (38 loài)
  - Ocrisiona Simon, 1901 - Australië, China, Nieuw-Zeeland (14 loài)
  - Zebraplatys Żabka, 1992 - Australië, Đài Loan (5 loài)
- Itatini
  - Admestina Peckham & Peckham, 1888 - Noord-Amerika (3 loài)
  - Attidops Banks, 1905 - Mexico tot Canada (4 loài)
  - Itata Peckham & Peckham, 1894 - Zuid-Amerika (5 loài)
- Maeviini
  - Balmaceda Peckham & Peckham, 1894 - Centraal- en Zuid-Amerika (9 loài)
  - Fuentes Peckham & Peckham, 1894 - Honduras (1 loài)
  - Maevia C. L. Koch, 1846 - Amerika's, Sumatra (11 loài)
  - Metacyrba F. O. P.-Cambridge, 1901 - Venezuela tot Hoa Kỳ, Hispaniola, Galapagos Eilanden (6 loài)
- Marpissini
  - Abracadabrella Żabka, 1991 - Australië (3 loài)
  - Breda Peckham & Peckham, 1894 - Zuid-Amerika (14 loài)
  - Clynotis Simon, 1901 - Australië, Nieuw-Zeeland (8 loài)
  - Clynotoides Mello-Leitão, 1944 - Argentinië (1 loài)
  - Fritzia O. P.-Cambridge, 1879 - Brazilië, Argentinië (1 loài)
  - Hyctiota Strand, 1911 - Molukken (1 loài)
  - Marpissa C. L. Koch, 1846 - Amerika's, Eurazië, Nieuw-Zeeland, Kameroen (50 loài)
  - Mendoza Peckham & Peckham, 1894 - Eurazië, Noord-Afrika (8 loài)
  - Naubolus Simon, 1901 - Zuid-Amerika (9 loài)
  - Platycryptus Hill, 1979 - Amerika's (4 loài)
  - Psecas C. L. Koch, 1850 - Zuid-Amerika (14 loài)
- Simaethini
  - Heratemita Strand, 1932 - Filipijnen, Sumatra (2 loài)
  - Iona Peckham & Peckham, 1886 - Tonga (1 loài)
  - Irura Peckham & Peckham, 1901 - Zuidoost-Azië, China (10 loài)
  - Ligurra Simon, 1903 - Maleisië tot Indonesië, Carolinen (3 loài)
  - Opisthoncus L. Koch, 1880 - Australië, Nieuw-Guinea (33 loài)
  - Phyaces Simon, 1902 - Sri Lanka (1 loài)
  - Porius Thorell, 1892 - Nieuw-Guinea (2 loài)
  - Simaetha Thorell, 1881 - Australazië, Afrika (20 loài)
  - Simaethula Simon, 1902 - Australië (7 loài)
  - Stergusa Simon, 1889 - Sri Lanka, Nieuw-Caledonië (4 loài)
  - Stertinius Simon, 1890 - Zuidoost-Azië, Japan (12 loài)
  - Uroballus Simon, 1902 - Sri Lanka, Vietnam (3 loài)
  - Vatovia Caporiacco, 1940 - Ethiopië (1 loài)

## Myrmarachninae
Phân họ Myrmarachninae
- Ligonipini
  - Ligonipes Karsch, 1878 - Australië, Nieuw-Guinea (6 loài)
  - Rhombonotus L. Koch, 1879 - Australië (1 loài)
- Myrmarachnini
  - Arachnotermes Mello-Leitão, 1928 - Brazilië (1 loài)
  - Belippo Simon, 1910 - Afrika (7 loài)
  - Bocus Peckham & Peckham, 1892 - Borneo, Filipijnen (3 loài)
  - Damoetas Peckham & Peckham, 1886 - Borneo, Australië (3 loài)
  - Myrmarachne MacLeay, 1839 - wereldwijd (205 loài)
  - Panachraesta Simon, 1900 - Sri Lanka (1 loài)

## Pelleninae
Phân họ Pelleninae
- Bianorini
  - Bianor Peckham & Peckham, 1886 - Afrika, Eurazië, Oceanië (25 loài)
  - Cembalea Wesolowska, 1993 - Afrika (3 loài)
  - Microbianor Logunov, 2000 - Seychellen (3 loài)
  - Modunda Simon, 1901 - Egypte tot Ấn Độ, China (2 loài)
  - Neaetha Simon, 1884 - Afrika, Europa, Arabië (12 loài)
  - Sibianor Logunov, 2001 - miền Toàn bắc, Kenia (13 loài)
- Harmochirini
  - Featheroides Peng et al., 1994 - China (2 loài)
  - Harmochirus Simon, 1885 - Afrika, Azië, Madagaskar (9 loài)
  - Paraharmochirus Szombathy, 1915 - Nieuw-Guinea (1 loài)
  - Vailimia Kammerer, 2006 - Borneo (1 loài)
- Pellenini
  - Habronattus F. O. P.-Cambridge, 1901 - Centraal-, Noord-Amerika (97 loài)
  - Havaika Prószyński, 2002 - Hawaï, Marquesaseilanden (26 loài)
  - Iranattus Prószyński, 1992 - Iran (1 loài)
  - Mogrus Simon, 1882 - Afrika, Eurazië (27 loài)
  - Monomotapa Wesolowska, 2000 - Zimbabwe (1 loài)
  - Paraneaetha Denis, 1947 - Egypte (1 loài)
  - Pellenes Simon, 1876 - Afrika, Eurazië, Noord-Amerika, Australië (82 loài)

## Plexippinae
Phân họ Plexippinae Blackwall, 1841
- Baryphini
  - Polemus Simon, 1902 - Sierra Leone (2 loài)
  - Baryphas Simon, 1902 - Afrika (5 loài)
- Bythocrotini
  - Bythocrotus Simon, 1903 - Hispaniola (1 loài)
- Hyllini
  - Brancus Simon, 1902 - Afrika (6 loài)
  - Diagondas Simon, 1902 - (1 loài)
  - Evarcha Simon, 1902 - (76 loài)
  - Gangus Simon, 1902 - Australië, Filipijnen (4 loài)
  - Hyllus C. L. Koch, 1846 - Afrika, Azië, Australië (70 loài)
  - Pachypoessa Simon, 1902 - Afrika, Madagaskar (2 loài)
  - Philaeus Thorell, 1869 - Afrika, miền Cổ bắc, Guatemala, Galapagos Eilanden (13 loài)
- Plexippini
  - Afrobeata Caporiacco, 1941 - Afrika (3 loài)
  - Alfenus Simon, 1902 - West-Centraal-Afrika (2 loài)
  - Anarrhotus Simon, 1902 - Maleisië (1 loài)
  - Artabrus Simon, 1902 - Singapore tot Filipijnen, Gilberteilanden (3 loài)
  - Burmattus Prószyński, 1992 - Burma tot Japan (3 loài)
  - Dasycyptus Simon, 1902 - Afrika (2 loài)
  - Dexippus Thorell, 1891 - Ấn Độ, Sumatra, Đài Loan (3 loài)
  - Giuiria Strand, 1906 - Ethiopië (1 loài)
  - Malloneta Simon, 1902 - West-Afrika (1 loài)
  - Pancorius Simon, 1902 - Zuid-Azië, Palearctis (27 loài)
  - Paraplexippus Franganillo, 1930 - Cuba (2 loài)
  - Penionomus Simon, 1903 - Pakistan, Nieuw-Caledonië (3 loài)
  - Pharacocerus Simon, 1902 - Afrika, Madagaskar (7 loài)
  - Plexippoides Prószyński, 1984 - Azië, Middellandse Zee (19 loài)
  - Plexippus C. L. Koch, 1846 - wereldwijd (35 loài)
  - Pochyta Simon, 1901 - Afrika, Madagaskar (14 loài)
  - Pseudamycus Simon, 1885 - Ấn Độ tot Nieuw-Guinea (10 loài)
  - Pseudoplexippus Caporiacco, 1947 - Tanzania (1 loài)
  - Ptocasius Simon, 1885 - Azië (12 loài)
  - Schenkelia Lessert, 1927 - Afrika (4 loài)
  - Taivala Peckham & Peckham, 1907 - Borneo (1 loài)
  - Tamigalesus Żabka, 1988 - Sri Lanka (1 loài)
  - Telamonia Thorell, 1887 - (36 loài)
  - Thiratoscirtus Simon, 1886 - Afrika, Zuid-Amerika (7 loài)
  - Wesolowskana Kocak & Kemal, 2008 - Kaapverdië (2 loài) (vervangende naam voor Luxuria Wesolowska, 1989)
  - Yaginumaella Prószyński, 1979 - Rusland, Bhutan, Nepal, China, Japan (39 loài)
  - Yogetor Wesolowska & Russell-Smith, 2000 - Tanzania (2 loài)
- Sandalodini
  - Mopsolodes Żabka, 1991 - Australië (1 loài)
  - Mopsus Karsch, 1878 - Australië, Nieuw-Guinea (1 loài)
  - Sandalodes Keyserling, 1883 - (9 loài)
- Thyenini
  - Thyene Simon, 1885 - (42 loài)
  - Thyenillus Simon, 1910 - Bioko (1 loài)
- Viciriini
  - Asaracus C. L. Koch, 1846 - Zuid-Amerika (6 loài)
  - Epeus Peckham & Peckham, 1886 - (13 loài)
  - Erasinus Simon, 1899 - Indonesië (3 loài)
  - Poessa Simon, 1902 - Madagaskar (1 loài)
  - Viciria Thorell, 1877 - (38 loài)

## Salticinae
Phân họ Salticinae Blackwall, 1841
- Salticus Latreille, 1804 - wereldwijd (48 loài)

## Sitticinae
Phân họ Sitticinae 
- - Aillutticus Galiano, 1987 - Argentinië, Brazilië (8 loài)
  - Amatorculus Ruiz & Brescovit, 2005 - Brazilië (2 loài)
  - Attulus Simon, 1889 - Europa (1 loài) (mogelijk behorend tot Sitticus)
  - Capeta Ruiz & Brescovit, 2005 - Brazilië (2 loài)
  - Gavarilla Ruiz & Brescovit, 2006 - Brazilië (2 loài)
  - Jollas Simon, 1901 - Centraal- tot Zuid-Amerika, Pakistan (11 loài)
  - Nosferattus Ruiz & Brescovit, 2005 - Brazilië (5 loài)
  - Pseudattulus Caporiacco, 1947 - Venezuela, Guyana (2 loài)
  - Semiopyla Simon, 1901 - Mexico tot Argentinië (3 loài)
  - Sitticus Simon, 1901 - Eurazië, Afrika, Amerika's, Galapagos Eilanden (82 loài)
  - Yllenus Simon, 1868 - Eurazië, Noord-Afrika (67 loài)

## Spartaeinae
Phân họ Spartaeinae Wanless, 1984
- Cocalini
  - Cocalus C. L. Koch, 1846 - Indonesië, Nieuw-Guinea, Australië (4 loài)
  - Phaeacius Simon, 1900 - Ấn Độ tot Filipijnen en China (12 loài)
- Cocalodini
  - Sonoita Peckham & Peckham, 1903 - Ivoorkust, Zuid-Afrika (1 loài)
- Codetini
  - Gelotia Thorell, 1890 - Zuid-Azië (7 loài)
- Cyrbini
  - Cyrba Simon, 1876 - Afrika, Madagaskar, Comoren, Azië (12 loài)
  - Paracyrba Żabka & Kovac, 1996 - Maleisië (1 loài)
- Holcolaetini
  - Holcolaetis Simon, 1885 - Afrika, Yemen, Pakistan (8 loài)
- Spartaeini
  - Araneotanna Özdikmen & Kury, 2006 (vervangend voor Tanna Berland, 1938) - Nieuwe Hebriden (1 loài)
  - Brettus Thorell, 1895 - Zuid-Azië, Madagaskar (7 loài)
  - † Cenattus Petrunkevitch, 1942 - fossiel, oligoceen
  - † Eolinus Petrunkevitch, 1942 - fossiel, oligoceen
  - Lapsias Simon, 1900 - Venezuela, Guyana (6 loài)
  - Meleon Wanless, 1984 - Afrika, Madagaskar (8 loài)
  - Mintonia Wanless, 1984 - Japan, Maleisië tot Indonesië (11 loài)
  - Neobrettus Wanless, 1984 - Bhutan, Vietnam tot Indonesië (5 loài)
  - † Paralinus Petrunkevitch, 1942 - fossiel, oligoceen
  - Portia Karsch, 1878 - Azië, Afrika, Madagaskar, Australië (17 loài)
  - Sparbambus Zhang, Woon & Li, 2006 - Maleisië (1 loài)
  - Spartaeus Thorell, 1891 - Zuid-Azië (13 loài)
  - Taraxella Wanless, 1984 - Maleisië, Indonesië (5 loài)
  - Veissella Wanless, 1984 - Zuid-Afrika (2 loài)
  - Wanlessia Wijesinghe, 1992 - Đài Loan, Borneo (2 loài)
  - Yaginumanis Wanless, 1984 - China, Japan (3 loài)

## Synagelinae
Onderfamilie Synagelinae
- Augustaeini
  - Augustaea Szombathy, 1915 - Singapore (1 loài)
- Leptorchestini
  - Araegeus Simon, 1901 - Zuid-Afrika (2 loài)
  - Depreissia Lessert, 1942 - Borneo, Congo (2 loài)
  - Enoplomischus Giltay, 1931 - Afrika (2 loài)
  - Kima Peckham & Peckham, 1902 - Afrika (5 loài)
  - Leptorchestes Thorell, 1870 - Europa tot Turkmenistan, Algerije (6 loài)
  - Sarindoides Mello-Leitão, 1922 - Brazilië (1 loài)
- Peckhamiini
  - Consingis Simon, 1900 - Brazilië, Argentinië (1 loài)
  - Peckhamia Simon, 1901 - Amerika's (7 loài)
  - Uluella Chickering, 1946 - Panama (1 loài)
- Synagelini
  - Allodecta Bryant, 1950 - Jamaica (1 loài)
  - Cheliferoides F. O. P.-Cambridge, 1901 - Hoa Kỳ tot Panama (3 loài)
  - Descanso Peckham & Peckham, 1892 - Brazilië, Peru, Panama, Hispaniola (10 loài)
  - Mexcala Peckham & Peckham, 1902 - Afrika, Yemen, Iran (8 loài)
  - Paradescanso Vellard, 1924 - Brazilië (1 loài)
  - Pseudopartona Caporiacco, 1954 - Guyane thuộc Pháp (1 loài)
  - Pseudosynagelides Żabka, 1991 - Australië (6 loài)
  - Synageles Simon, 1876 - miền Cổ bắc, Noord-Amerika, Egypte (19 loài)
  - Synagelides Strand, 1906 - Rusland, Azië (34 loài)

## Synemosyninae
Phân họ Synemosyninae
- Sarindini
  - Erica Peckham & Peckham, 1892 - Panama tot Brazilië (1 loài)
  - Martella Peckham & Peckham, 1892 - Mexico tot Zuid-Amerika (12 loài)
  - Parafluda Chickering, 1946 - Panama tot Argentinië (1 loài)
  - Sarinda Peckham & Peckham, 1892 - Zuid Hoa Kỳ tot Argentinië (17 loài)
- Sobasini
  - Fluda Peckham & Peckham, 1892 - Zuid-Amerika (11 loài)
  - Pseudofluda Mello-Leitão, 1928 - Brazilië (1 loài)
  - Sobasina Simon, 1898 - Oceanië (14 loài)
- Synemosynini
  - Corcovetella Galiano, 1975 - Brazilië (1 loài)
  - Synemosyna Hentz, 1846 - Hoa Kỳ tot Zuid-Amerika (19 loài)
- Zunigini
  - Proctonemesia Bauab & Soares, 1978 - Brazilië (2 loài)
  - Simprulla Simon, 1901 - Panama tot Argentinië (2 loài)
  - Zuniga Peckham & Peckham, 1892 - Panama tot Brazilië (2 loài)

## incertae sedis
- Afromarengo Benjamin, 2004 - Afrika (2 loài)
- Anokopsis Bauab & Soares, 1980 - Brazilië (1 loài)
- † Attoides Brongniart, 1901 - fossiel, oligoceen
- Bulolia Żabka, 1996 - Nieuw-Guinea (2 loài)
- Cavillator Wesolowska, 2000 - Zimbabwe (1 loài)
- Cheliceroides Żabka, 1985 - China, Vietnam (1 loài)
- Eburneana Wesolowska & Szüts, 2001 - Afrika (3 loài)
- † Eoattopsis Petrunkevitch, 1955 - fossiel
- Eupoa Żabka, 1985 - China, Vietnam (7 loài)
- † Eyukselus Özdikmen, 2007 (renamed from Propetes Menge, 1854  Lưu trữ ngày 28 tháng 9 năm 2007 tại Wayback Machine) - fossiel, oligoceen
- Galianora Maddison, 2006 - Ecuador (2 loài)
- Gambaquezonia Barrion & Litsinger, 1995 - Filipijnen (1 loài)
- Ghumattus Prószyński, 1992 - Ấn Độ (1 loài)
- † Gorgopsina Petrunkevitch, 1955 - fossiel
- Gramenca Rollard & Wesolowska, 2002 - Guinea (1 loài)
- Grayenulla Żabka, 1992 - Australië (7 loài)
- Haplopsecas Caporiacco, 1955 - Venezuela (1 loài)
- Hasarina Schenkel, 1963 - China (1 loài)
- Hindumanes Logunov, 2004 - Ấn Độ (1 loài)
- Hinewaia Żabka & Pollard, 2002 - Nieuw-Zeeland (1 loài)
- Huntiglennia Żabka & Gray, 2004 - Nieuw-Zuid-Wales (1 loài)
- Imperceptus Prószyński, 1992 - Ấn Độ (1 loài)
- Indomarengo Benjamin, 2004 - Indonesië (3 loài)
- Jajpurattus Prószyński, 1992 - Ấn Độ (1 loài)
- Judalana Rix, 1999 - Queensland (1 loài)
- Lamottella Rollard & Wesolowska, 2002 - Guinea (1 loài)
- Langerra Żabka, 1985 - China, Vietnam (2 loài)
- Lechia Żabka, 1985 - China, Vietnam (1 loài)
- Leikung Benjamin, 2004 - Maleisië, Indonesië (2 loài)
- Madhyattus Prószyński, 1992 - Ấn Độ (1 loài)
- Magyarus Żabka, 1985 - Vietnam (1 loài)
- Mashonarus Wesolowska & Cumming, 2002 - Afrika (2 loài)
- Meata Żabka, 1985 - China, Vietnam (2 loài)
- Mikrus Wesolowska, 2001 - Afrika (1 loài)
- Necatia Özdikmen, 2007 - China (1 loài)
- Nigorella Wesolowska & Tomasiewicz, 2008 - Afrika (2 loài)
- Nimbarus Rollard & Wesolowska, 2002 - Guinea (1 loài)
- Nungia Żabka, 1985 - China, Vietnam (1 loài)
- Onofre  Ruiz & Brescovit, 2007 - Brazilië (3 loài)
- Orissania Prószyński, 1992 - Ấn Độ (1 loài)
- Paraphilaeus Żabka, 2003 - Australië (1 loài)
- Paraplatoides Żabka, 1992 - Australië, Nieuw-Caledonië (6 loài)
- Platypsecas Caporiacco, 1955 - Venezuela (1 loài)
- Rishaschia Makhan, 2006 - Suriname (1 loài)
- Saraina Wanless & Clark, 1975 - West-Afrika (1 loài)
- Similaria Prószyński, 1992 - Ấn Độ (1 loài)
- Soesiladeepakius Makhan, 2007 - Suriname (1 loài)
- Soesilarishius Makhan, 2007 - Suriname (1 loài)
- † Steneattus Bronn, 1856 - fossiel, oligoceen
- Stichius Thorell, 1890 - Sumatra (1 loài)
- Thrandina Maddison, 2006 - Ecuador (1 loài)
- Toticoryx Rollard & Wesolowska, 2002 - Guinea (1 loài)
- Udalmella Galiano, 1994 - Panama (1 loài)
- Yacuitella Galiano, 1999 - Argentinië (1 loài)